# خودنگاره ون گوگ (۱۸۸۹)
خودنگاره (به انگلیسی: Self portrait) یک نقاشی رنگ روغن اثر هنرمند پست‌امپرسیونیسم، ونسان ون گوگ، است. این اثر که احتمالاً آخرین خودنگاره ون گوگ است، در سپتامبر سال ۱۸۸۹ میلادی پیش از اینکه او سن-رمی-دو-پروانس را ترک کند، کشیده شده‌است.
این نقاشی در موزه اورسی در پاریس نگهداری می‌شود.

## نقاشی

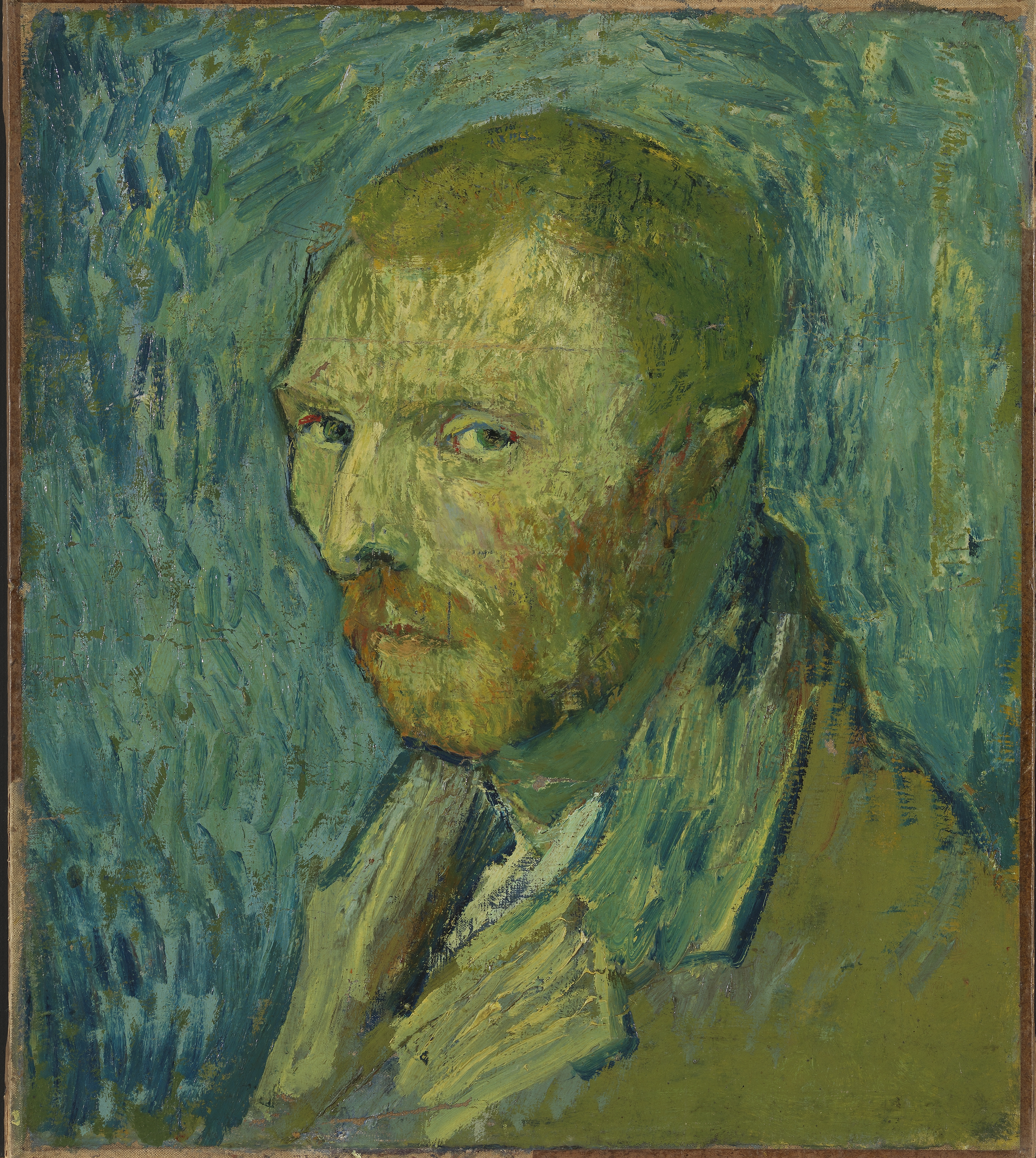
خودنگاره ون گوگ ۱۸۸۹

ون گوگ حدود ۴۰ خودنگاره در مدت ۱۰ سال خلق کرد که بخش مهمی از فعالیت هنری او محسوب می‌شوند. او اغلب چهره خود را نقاشی می‌کرد زیرا پول کافی برای استخدام مدل نداشت.  
او این نقاشی را با خود به اور سور اواز برد و به پل گاشه نشان‌داد. پل گاشه این نقاشی را دارای احساسات شدید توصیف کرد.
تاریخ‌دانان هنر بر سر این که آیا این خودنگاره یا خودنگاره بدون ریش آخرین نقاشی ون گوگ است، اختلاف نظر دارند. اینگو اف والتر و ژان هولسکر باور دارند این خودنگاره آخرین نقاشی ون گوگ است. هولسکر باور دارد ون گوگ این نقاشی را پیش از این که به دلیل آسیب‌دیدن گوشش در بیمارستان بستری‌شود، کشیده‌است. رونالد پیک‌ونس فکر می‌کند خودنگاره بدون ریش آخرین نقاشی ون گوگ است.
ون گوگ این نقاشی را به برادرش تئودوروس ون گوگ که دلال آثار هنری بود فرستاد. او به همراه این نقاشی نامه‌ای نیز برای برادرش فرستاد که در آن این‌گونه نوشته‌بود: «باید [به این نقاشی] نگاهی بیندازی. امیدوارم متوجه شوی حالات چهره‌ام بسیار آرام‌تر شده‌اند، گرچه چشم‌هایم همان احساس ناامنی گذشته را دارند، یا شاید تنها به گمان من می‌آید»
تاریخ‌دانان هنر، والتر و متزگر، تصور می‌کنند که «این خودنگاره یک ژست زیبا نیست و واقع‌بینانه نیز کشیده نشده‌است ... [این نقاشی] مخاطره و پریشانی بسیاری دیده که بتواند سراسیمگی و لرزش خود را کنترل کند.» طبق گفته‌های بِکِت، رنگ‌های وارفته و الگوهای آشفته به‌کار رفته در این نقاشی نشانی از تقلا و فشار و در اصل نمادی از وضعیت ذهنی هنرمند که تحت فشار روانی، جسمی و احساسی قرار دارد، هستند.
موزه اورسی در پاریس که در سال ۱۹۸۶ این اثر را به‌دست آورد، بیان‌کرد که بی‌جنبشی مدل با موها و ریشی که به صورت موج‌وار حرکت می‌کنند و با آشفتگی نیرومندتر نقش‌های عربی پس‌زمینه، در تضاد است.